# Gigi (film din 1958)
Gigi este un film american din 1958 regizat de Vincente Minnelli. Rolurile principale au fost interpretate de actorii Leslie Caron, Louis Jourdan, Maurice Chevalier și Hermione Gingold. A câștigat Premiul Oscar pentru cel mai bun film.

## Distribuție
- Leslie Caron ca Gilberte "Gigi"
- Louis Jourdan ca Gaston Lachaille
- Maurice Chevalier ca Honoré Lachaille
- Hermione Gingold ca Madame Alvarez
- Isabel Jeans ca Mătușa Alicia
- Eva Gabor ca Liane d'Exelmans
- Jacques Bergerac ca Sandomir
- John Abbott – Manuel
- Lydia Stevens – Simone
- Edwin Jerome – Charles, directorul hotelului
- Corinne Marchand – o doamnă la Maxim's
- Marie-Hélène Arnaud
- Cecil Beaton
- Jacques Ciron
- Hubert de Lapparent